# ウガンダ航空775便墜落事故
ウガンダ航空775便墜落事故（ウガンダこうくう775びんついらくじこ）は、1988年10月17日に発生した航空事故である。ロンドン・ガトウィック空港からフィウミチーノ空港へ向かっていたウガンダ航空775便（ボーイング707-338C）がフィウミチーノ空港への進入中に墜落し、乗員乗客52人中33人が死亡した。

## 事故機
事故機のボーイング707-338C（5X-UBC）は製造番号19630として製造され、1968年に初飛行した。エンジンはプラット・アンド・ホイットニー JT3D-3Bを搭載しており、総飛行時間は57,776時間であった。

## 事故の経緯
775便はロンドン・ガトウィック空港からフィウミチーノ空港を経由し、エンテベ国際空港へと向かう予定であった。フィウミチーノ空港へのアプローチ中、775便は滑走路16LへのILSアプローチをする許可を得た。しかし、視界が悪かったため着陸復行をすることとなり、2度目のアプローチを滑走路25へ向けて試みることとなった。これもまた天候のため断念せざるを得なくなったため、775便は管制に滑走路34Lへのレーダーベクターを要請した。775便はローカライザーによって誘導されたが、その際に最低安全高度を下回って降下したことで機体が木に衝突し、墜落した。機体は粉砕されて滑走路の約0.8km手前で炎上し、乗員乗客52人中33人が死亡した。
生存者のうちの1人は元ウガンダ大使であった。

## 事故原因
フィウミチーノ空港の滑走路34Lに向けての非精密進入の手順における乗員の準備不足、特に乗員の連携や高度のコールアウトの問題、また滑走路のマーキングを確認することなく最低降下高度を下回って降下を続けたことが事故原因であると考えられた。
さらに次のことも要因であると考えられている。

- 事故直前の2回のアプローチによって乗員の精神的・肉体的疲労が蓄積されていたこと。
- 高度計はアプローチを行う分には十分であったものの、それが最低降下高度を下回った際に警告音が作動しない単一の電波高度計であったこと。
- 乗員の意識が計器の数値ではなく滑走路34L沿いの照明に過度に集中していたこと。

同国の民間航空統括組織にも原因の一端があったとする声が多数派であった中、同組織代表と調査委員会の一部は、事故原因となり得る要因を特定する段階で、事故に組織は無関係だと考えた。